# Крутинь
Крутинь (пол. Krutyń, нім. Kruttinnen) — село в Польщі, у гміні Пецки Мронґовського повіту Вармінсько-Мазурського воєводства.
Населення — 263 особи (2011).
У 1975-1998 роках село належало до Ольштинського воєводства.

## Демографія
Демографічна структура станом на 31 березня 2011 року:
|          | Загалом | Допрацездатний вік | Працездатний вік | Постпрацездатний вік |
| -------- | ------- | ------------------ | ---------------- | -------------------- |
| Чоловіки | 130     | 28                 | 87               | 15                   |
| Жінки    | 133     | 19                 | 88               | 26                   |
| Разом    | 263     | 47                 | 175              | 41                   |